# Zovo
Zovo (Suf in dialetto basso mantovano) è una frazione del comune italiano di San Benedetto Po, in provincia di Mantova, Lombardia.

## Monumenti e luoghi di interesse
Questo piccolo borgo della pianura padana lombarda è una tra le maggiori corti del complesso monastico Polironiano, sito in San Benedetto Po. Unico edificio che ad oggi desta interesse storico è la chiesa dedicata a San Floriano Martire, di epoca settecentesca e restaurata alla fine degli anni '90 del 1900.